# Península Byers

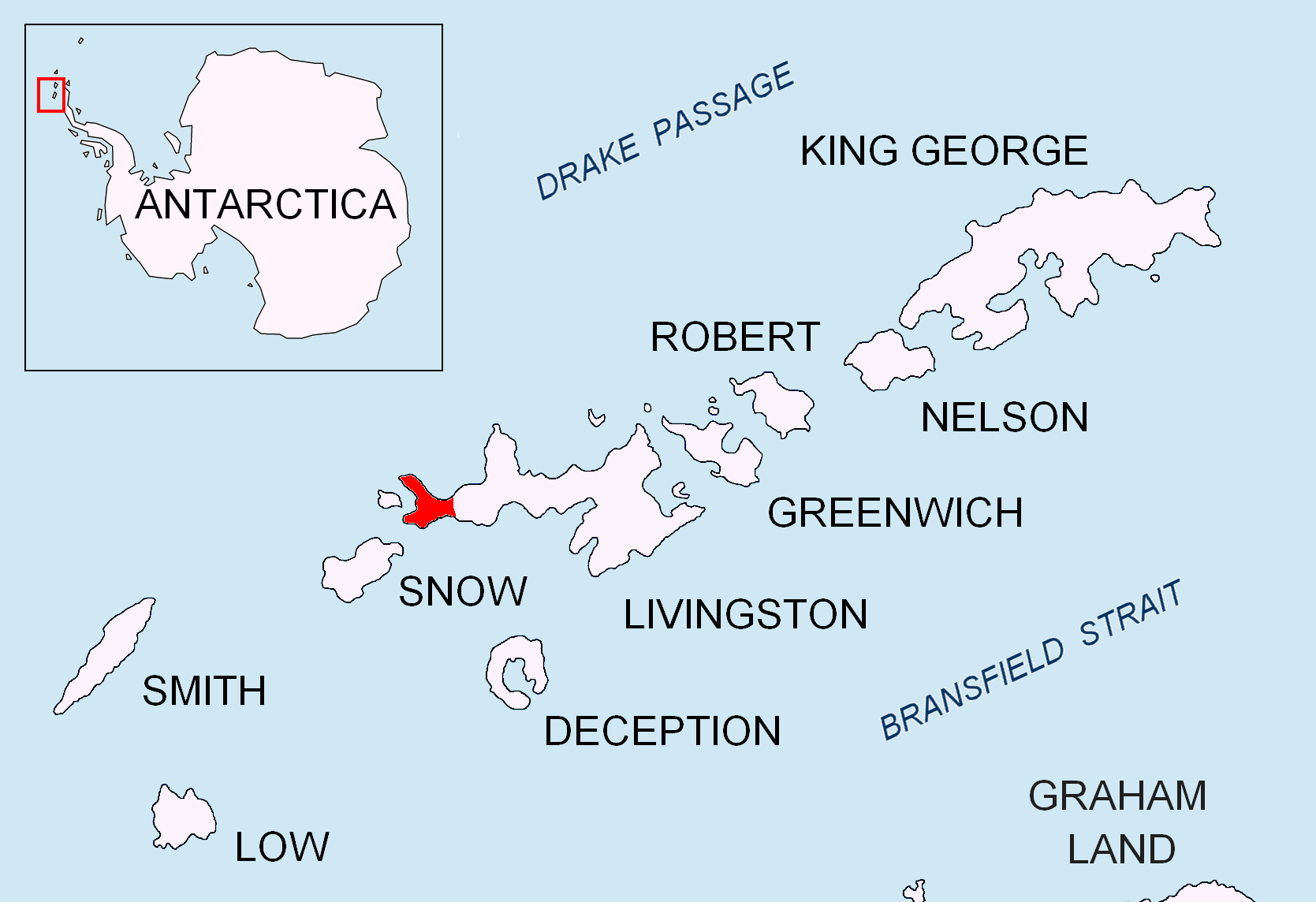
Ubicación de la península Byers, en la isla Livingston de las islas Shetland del Sur

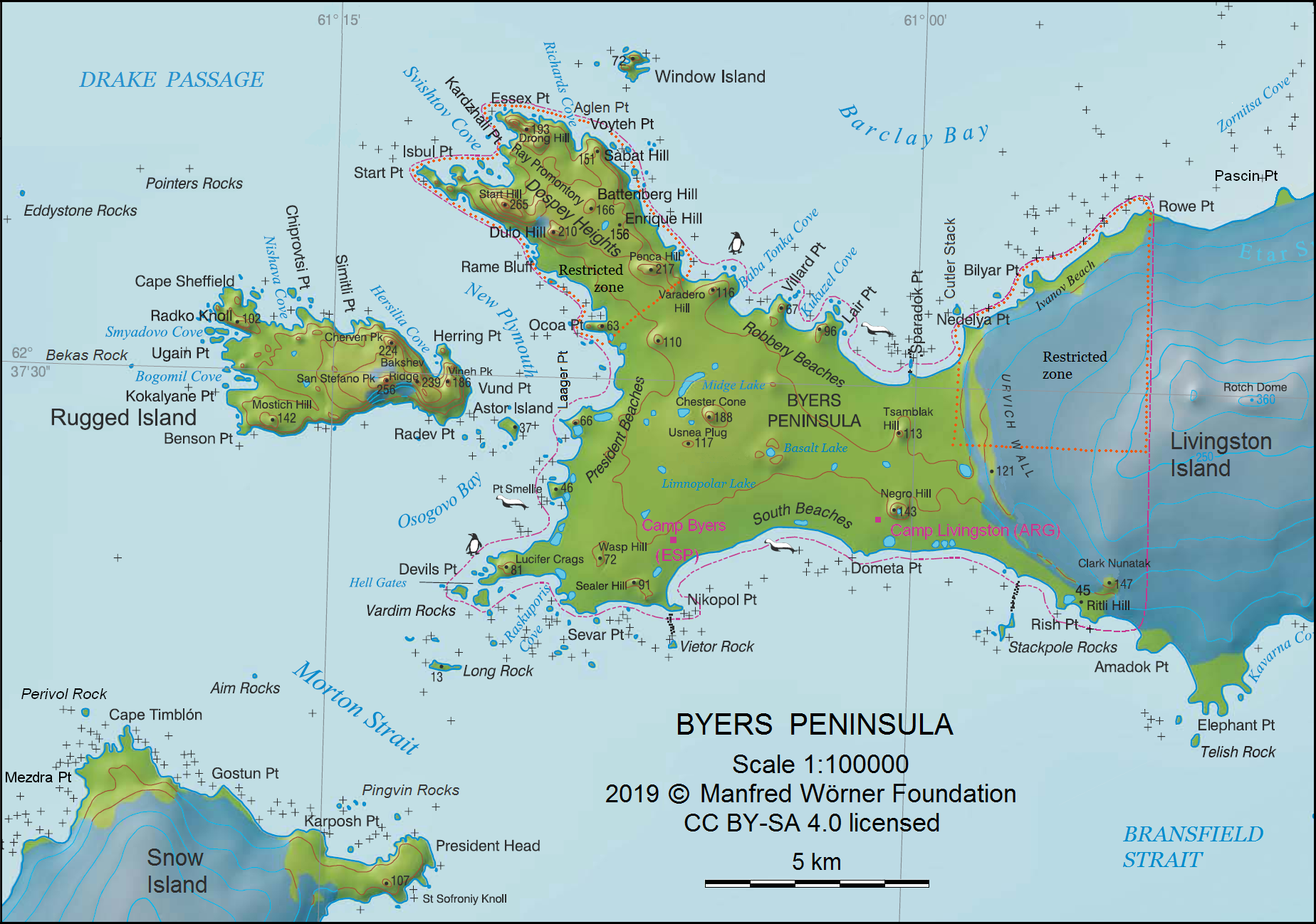
Mapa de la península Byers

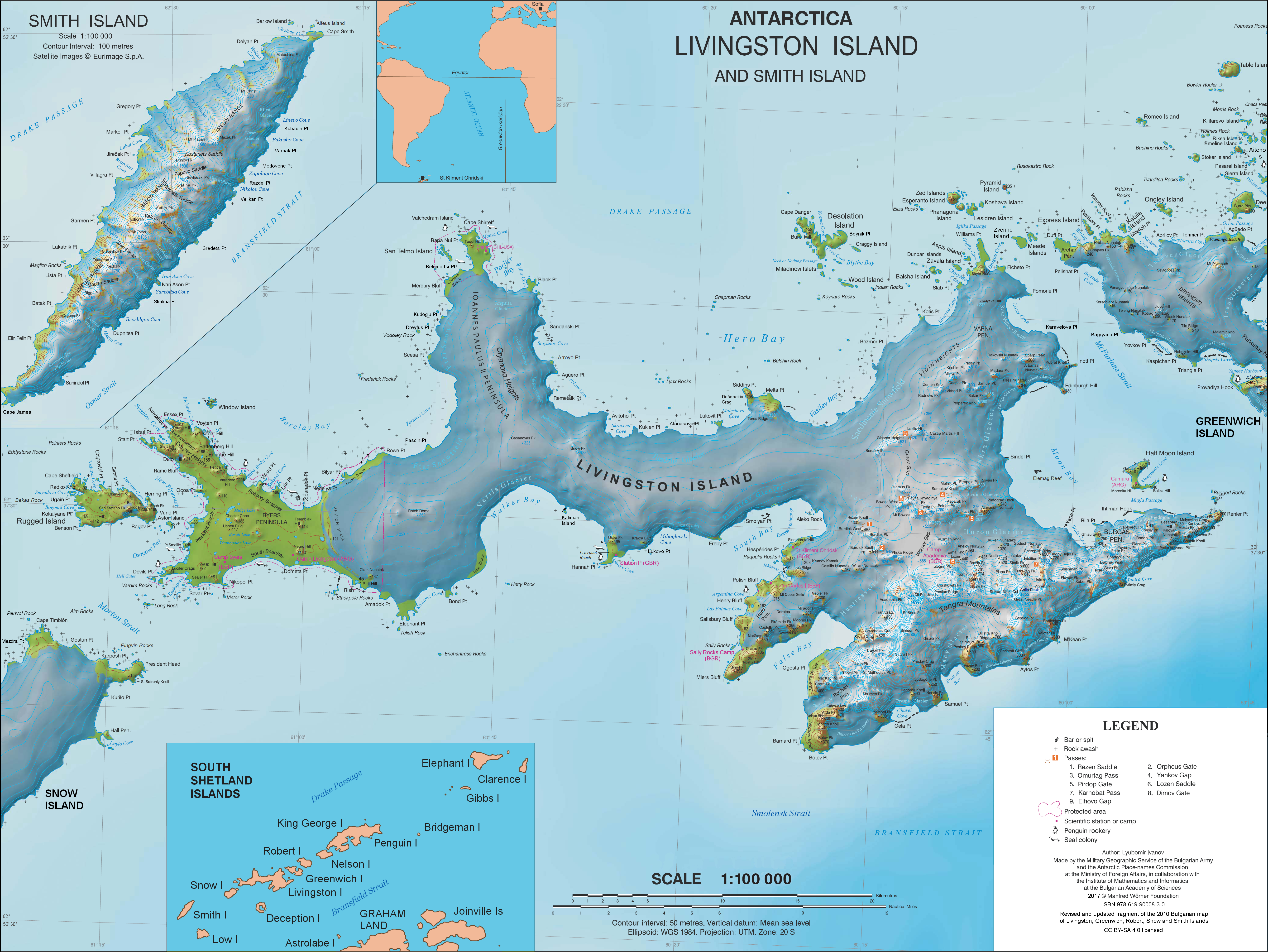
Mapa topográfico de la isla Livingston

La península de Byers es una península principalmente libre de hielo que forma el extremo oeste de la isla Livingston en las islas Shetland del Sur de la Antártida. Ocupa 60 km², e incluye el pequeño lago Basalt de agua dulce. La península Byers tiene un régimen de protección ambiental especial bajo el Sistema del Tratado Antártico y requiere un permiso para ingresar.

## Historia
La formación fue nombrada por el Comité de Topónimos Antárticos del Reino Unido en 1958 para James Byers, un armador de Nueva York que intentó infructuosamente en agosto de 1820 inducir al gobierno de los Estados Unidos a fundar y tomar posesión de las islas Shetland del Sur. Byers organizó y envió una flota de cazadores de focas estadounidenses desde Nueva York a las islas Shetland del Sur en 1820-21. Fue visitado por los cazadores estadounidenses y británicos de principios del siglo XIX que vinieron casi exclusivamente de Nueva Inglaterra, Nueva York e Inglaterra. Operaron en varias playas como President Beaches, Robbery Beaches y South Beaches, y construyeron viviendas y refugios como los que aún se conservan en Sealer Hill y Lair Point.

## Zona Antártica Especialmente Protegida
La península ha sido designada Zona Antártica Especialmente Protegida (ZAEP 126) por sus destacados valores ambientales (específicamente su diversidad biológica y ecosistemas terrestres y lacustres), y una combinación de otros valores, incluidos los científicos (biología terrestre, limnología, ornitología, paleolimnología, geomorfología y geología), históricos (artefactos y restos de refugios de los primeros cazadores) y valores silvestres. Tiene una vegetación diversa y bien desarrollada, numerosos lagos y charcas de agua dulce donde viven los insectos de Parochlus steinenii y Belgica antarctica, y huesos de ballenas sub-fósiles bien conservados en playas elevadas. También tiene la mayor concentración de sitios históricos en la Antártida, que contiene los restos de refugios, con sus artefactos contemporáneos y naufragios de expediciones de caza a principios del siglo XIX. El límite oriental del área protegida se desplazó hacia el este a 60º53'45"O en 2016 para incluir además de la península Byers todo terreno libre de hielo y capa de hielo al oeste de Clark Nunatak y Rowe Point. Se han designado dos zonas restringidas que son de importancia científica para la microbiología antártica con una mayor restricción al acceso con el objetivo de prevenir la contaminación microbiana o de otra índole por la actividad humana: Northwestern Rotch Dome y el suelo desglaciado adyacente en la playa de Ivanov y Ray Promontory.

## Área importante para las aves
El sitio ha sido identificado como una Área importante para la conservación de las aves (AICA) por BirdLife International porque es compatible con colonias de reproducción de charranes antárticos (1.760 parejas) y gaviotas cocineras (450 parejas). Otras aves que anidan en la península incluyen pingüinos barbijo y pingüinos juanito, paíños de Wilson y de vientre negro, petreles del Cabo, petreles gigantes comunes, cormoranes imperiales, salteadores antárticos y picovainas nivales. Un gran número de elefantes marinos del sur se instalan en las costas durante su época de cría.

## Mapas
- Península Byers, Isla Livingston. Mapa topográfico a escala 1:25000. Madrid: Servicio Geográfico del Ejército, 1992.
- L.L. Ivanov et al. Antarctica: Livingston Island and Greenwich Island, South Shetland Islands. Scale 1:100000 topographic map. Sofia: Antarctic Place-names Commission of Bulgaria, 2005.
- L.L. Ivanov. Antarctica: Livingston Island and Greenwich, Robert, Snow and Smith Islands. Scale 1:120000 topographic map. Troyan: Manfred Wörner Foundation, 2010. ISBN 978-954-92032-9-5 (First edition 2009. ISBN 978-954-92032-6-4)
- South Shetland Islands: Livingston Island, Byers Peninsula. Scale 1:50000 satellite map. UK Antarctic Place-names Committee, 2010.
- Antarctic Digital Database (ADD). Scale 1:250000 topographic map of Antarctica. Scientific Committee on Antarctic Research (SCAR). Since 1993, regularly updated.
- L.L. Ivanov. Antarctica: Livingston Island and Smith Island. Scale 1:100000 topographic map. Manfred Wörner Foundation, 2017. ISBN 978-619-90008-3-0